# Godog (Laren)
Godog is een bestuurslaag in het regentschap Lamongan van de provincie Oost-Java, Indonesië. Godog telt 2104 inwoners (volkstelling 2010).